# Collins Barracks (Cork)

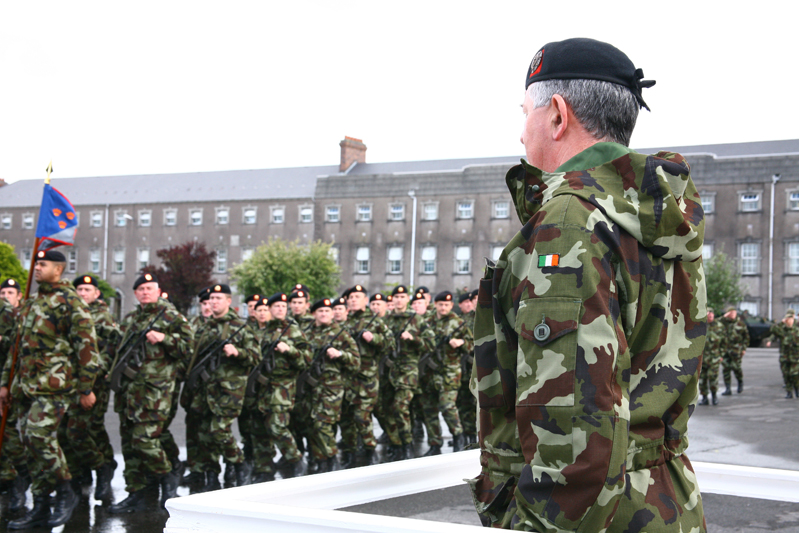
Parade in den Collins Barracks 2009

Die Collins Barracks (irisch: Dún Uí Choileáin) sind eine Militärkaserne an der Old Youghal Road im Norden von Cork in Irland.

## Geschichte
Die ursprünglich zwischen 1801 und 1806 errichtete Kaserne wurde von Abraham Hargrave nach Plänen von John Gibson fertiggestellt. Ursprünglich diente sie als britische Kaserne und wurde nach dem irischen Unabhängigkeitskrieg an das irische Militär übergeben. Wichtige Gebäude der Kaserne wurden im irischen Bürgerkrieg erheblich beschädigt. Die Victoria Barracks wurden in der Folge nach Michael Collins, dem ersten Oberbefehlshaber des Freistaats, der aus der Grafschaft Cork stammte, umbenannt. Die  Kaserne ist nach wie vor das Hauptquartier der 1. Brigade der Irish Defence Forces. Ein Militärmuseum in der Kaserne ist zu bestimmten Zeiten für die Öffentlichkeit zugänglich.